# Sally Podger
Sally Podger es una deportista británica que compitió en bádminton para Inglaterra. Ganó una medalla de plata en el Campeonato Europeo de Bádminton de 1984, en la prueba individual.

## Palmarés internacional
| Representando a Inglaterra |                       |                  |            |
| Campeonato Europeo         |                       |                  |            |
| Año                        | Lugar                 | Medalla          | Prueba     |
| 1984                       | Preston (Reino Unido) | Medalla de plata | Individual |